# Unione Sportiva Pro Vercelli 2005-2006
Questa pagina raccoglie le informazioni riguardanti l'Unione Sportiva Pro Vercelli nelle competizioni ufficiali della stagione 2005-2006.

## Divise e sponsor
| 1ª divisa | 2ª divisa |

## Rosa
| N. |                   | Ruolo | Calciatore         |
| -- | ----------------- | ----- | ------------------ |
|    | Italia (bandiera) | C     | Giovanni Arioli    |
|    | Italia (bandiera) | C     | Matteo Baldi       |
|    | Italia (bandiera) | C     | Alessio Baresi     |
|    | Italia (bandiera) | A     | Enrico Mordenti    |
|    | Italia (bandiera) | A     | Alberto Bernardi   |
|    | Italia (bandiera) | C     | Ermes Bortolas     |
|    | Italia (bandiera) | D     | Massimo Carrera    |
|    | Italia (bandiera) | P     | Michele Castagnone |
|    | Italia (bandiera) | C     | Alessandro Colombo |
|    | Italia (bandiera) | D     | Riccardo Contadini |
|    | Italia (bandiera) | A     | Luca Corradi       |
|    | Italia (bandiera) | C     | Daniele Dalla Bona |
|    | Italia (bandiera) | D     | Marco Fabris       |
|    | Italia (bandiera) | A     | Marco Fummo        |

| N. |                   | Ruolo | Calciatore         |
| -- | ----------------- | ----- | ------------------ |
|    | Italia (bandiera) | D     | Paolo Gobba        |
|    | Italia (bandiera) | D     | Claudio Labriola   |
|    | Italia (bandiera) | A     | Federico Ligori    |
|    | Italia (bandiera) | P     | Daniele Mandelli   |
|    | Italia (bandiera) | D     | Alex Frer Negro    |
|    | Italia (bandiera) | P     | Roberto Pavesi     |
|    | Italia (bandiera) | D     | Fabio Pilleri      |
|    | Italia (bandiera) | C     | Stefano Rondinella |
|    | Italia (bandiera) | A     | Christian Scalzo   |
|    | Italia (bandiera) | A     | Matteo Scapini     |
|    | Italia (bandiera) | C     | Giovanni Serrapica |
|    | Italia (bandiera) | D     | Emanuele Simoni    |
|    | Italia (bandiera) | A     | Daniele Vasoio     |